# Rückgewinnungsprozess
Rückgewinnungsprozesse kommen in Lebewesen in unterschiedlichen Formen vor. Dabei wird der Stoff- und Energieaufwand der Biosynthese von Biomolekülen gemindert.

## Beispiele
Es gibt in Lebewesen viele Beispiele für Rückgewinnungsprozesse. Teilweise erfolgen diese über Stoffwechselwege, teilweise über Rückresorption. Bei der Biosynthese von Nukleinsäuren kommt der Salvage Pathway zur Wiederverwendung von Purinnukleotiden vor. Über 90 % der Purinnukleotide bei der Synthese von Nukleinsäuren stammen aus Abbaureaktionen von Nukleinsäuren. Zyklische Stoffwechselwege wie der Citratzyklus beinhalten einen Rückgewinnungsprozess, damit Metabolite wiederverwendet werden.
Bei C3-Pflanzen entsteht bei der Photorespiration das toxische Stoffwechselprodukt 2-Phosphoglycolat, welches von der Pflanze wieder beseitigt werden muss. Die Photorespiration findet als Folge eines Kohlenstoffdioxid-Mangels statt. Bei Kohlenstoffdioxid-Mangel und entsprechendem Sauerstoff-Überfluss in einem Blatt, bindet das Enzym Ribulose-1,5-Bisphosphat-Carboxylase (kurz: RuBisCO), statt Kohlenstoffdioxid Sauerstoff. Durch die Umsetzung von Sauerstoff statt Kohlenstoffdioxid entsteht dann das giftige Produkt 2-Phosphoglycogat. Befindet sich dieser toxische Stoff nun in den Chloroplasten der Pflanze, ergreift diese Gegenmaßnahmen und baut dieses Gift mit Hilfe der Peroxisome wieder ab. Dabei zielt die Pflanze vor allem darauf ab, Produkte, die sie für die Photorespiration gebraucht hat, zurückzugewinnen, da diese durch die Photorespiration verschwendet wurden.
Resorptive Rückgewinnungsprozesse umfassen beispielsweise die Wiederaufnahme von ausgeschütteten Neurotransmittern durch Neuronen. Verschiedene Salze, Glucose und Aminosäuren werden aus dem Primärharn in den Blutkreislauf rückresorbiert.